# مقاطعة بينزا
مقاطعة بنزا (بالروسية: Пензенская область)، هي إحدى الكيانات الفدرالية في روسيا. وتحوي المدن والقرى التالية: بينزا، كوزنتسك، وغيرها.

علم مقاطعة بنزا.

## المناخ
يظهر الجدول التالي التغييرات المناخية على مدار السنة لبنزا:
| البيانات المناخية لـبنزا               | البيانات المناخية لـبنزا | البيانات المناخية لـبنزا | البيانات المناخية لـبنزا | البيانات المناخية لـبنزا | البيانات المناخية لـبنزا | البيانات المناخية لـبنزا | البيانات المناخية لـبنزا | البيانات المناخية لـبنزا | البيانات المناخية لـبنزا | البيانات المناخية لـبنزا | البيانات المناخية لـبنزا | البيانات المناخية لـبنزا | البيانات المناخية لـبنزا |
| الشهر                                  | يناير                    | فبراير                   | مارس                     | أبريل                    | مايو                     | يونيو                    | يوليو                    | أغسطس                    | سبتمبر                   | أكتوبر                   | نوفمبر                   | ديسمبر                   | المعدل السنوي            |
| -------------------------------------- | ------------------------ | ------------------------ | ------------------------ | ------------------------ | ------------------------ | ------------------------ | ------------------------ | ------------------------ | ------------------------ | ------------------------ | ------------------------ | ------------------------ | ------------------------ |
| الدرجة القصوى °م (°ف)                  | 6.0 (42.8)               | 5.0 (41.0)               | 17.0 (62.6)              | 30.0 (86.0)              | 35.4 (95.7)              | 38.0 (100.4)             | 37.8 (100.0)             | 37.2 (99.0)              | 32.5 (90.5)              | 25.0 (77.0)              | 13.4 (56.1)              | 8.0 (46.4)               | 38.0 (100.4)             |
| متوسط درجة الحرارة الكبرى °م (°ف)      | −6.9 (19.6)              | −5.8 (21.6)              | 0.3 (32.5)               | 11.7 (53.1)              | 21.2 (70.2)              | 24.4 (75.9)              | 25.7 (78.3)              | 23.7 (74.7)              | 17.6 (63.7)              | 8.9 (48.0)               | 0.4 (32.7)               | −4.3 (24.3)              | 9.7 (49.5)               |
| المتوسط اليومي °م (°ف)                 | −9.8 (14.4)              | −10.0 (14.0)             | −4.2 (24.4)              | 6.4 (43.5)               | 13.9 (57.0)              | 18.0 (64.4)              | 19.2 (66.6)              | 17.1 (62.8)              | 11.6 (52.9)              | 4.5 (40.1)               | −2.9 (26.8)              | −7.7 (18.1)              | 4.7 (40.5)               |
| متوسط درجة الحرارة الصغرى °م (°ف)      | −13.9 (7.0)              | −13.5 (7.7)              | −7.1 (19.2)              | 1.7 (35.1)               | 8.1 (46.6)               | 12.5 (54.5)              | 14.2 (57.6)              | 11.9 (53.4)              | 7.1 (44.8)               | 1.3 (34.3)               | −4.4 (24.1)              | −10.4 (13.3)             | 0.6 (33.1)               |
| أدنى درجة حرارة °م (°ف)                | −39.0 (−38.2)            | −40.0 (−40.0)            | −31.1 (−24.0)            | −20.0 (−4.0)             | −6.0 (21.2)              | −2.2 (28.0)              | 2.0 (35.6)               | 0.6 (33.1)               | −6.1 (21.0)              | −17.2 (1.0)              | −31.1 (−24.0)            | −40.0 (−40.0)            | −40.0 (−40.0)            |
| الهطول مم (إنش)                        | 41 (1.6)                 | 29 (1.1)                 | 32 (1.3)                 | 36 (1.4)                 | 41 (1.6)                 | 62 (2.4)                 | 67 (2.6)                 | 56 (2.2)                 | 53 (2.1)                 | 49 (1.9)                 | 52 (2.0)                 | 45 (1.8)                 | 563 (22.2)               |
| المصدر: Гидрометцентр, Погода и Климат |                          |                          |                          |                          |                          |                          |                          |                          |                          |                          |                          |                          |                          |

## أعلام
- فيكتور كريف
- ناتاليا لافروف